# Maverick Records
Maverick Recording Company – amerykańska wytwórnia muzyczna, część przedsiębiorstwa Maverick. Była współwłasnością Warner Music Group.

## Historia wytwórni
Maverick Records zostało założone przez Madonnę, Fredericka DeManna, Ronniego Dasheva i firmę Warner Bros. w roku 1991. Nazwa wytwórni wywodzi się od pierwszych liter imion MAdonna VEronica i ostatnich liter imienia FredeRICK. Miejsce DeManna jako prezesa i dyrektora naczelnego, tzw. CEO (ang. Chief Executive Officer), w 1998 roku objął główny udziałowiec Guy Oseary.
Wytwórnia Maverick święciła triumfy dzięki współpracy z takimi muzykami, jak Alanis Morissette, Michelle Branch, The Prodigy czy Candlebox. Wytwórnia odnosiła również sukcesy tworząc ścieżki dźwiękowe do takich filmów, jak Jackie Brown w 1997 i Matrix w 1999 roku (The Matrix: Music from the Motion Picture).
W marcu 2004 Maverick wszczęło proces sądowy przeciwko Warner Music Group i Time Warner, oskarżając te kompanie o złe zarządzanie zasobami i słabą księgowość, co miało kosztować wytwórnię miliony dolarów. WMG uznało jednak, że stało się to z jej własnej winy. Spór został rozstrzygnięty 14 czerwca 2004, kiedy udziały posiadane przez Madonnę i Dasheva zostały wykupione przez Warner Bros. W efekcie WB przejęło całkowitą kontrolę nad wytwórnią (Oseary pozostał jednak dyrektorem naczelnym). W sierpniu 2006 członkowie grupy Lillix, wówczas związani z Maverick, stwierdzili że wytwórnia ta w rzeczywistości nie istnieje i że zespoły są pod bezpośrednim zarządzaniem Warner Bros.

## Artyści Maverick Records
- Alisha’s Attic
- Amanda (1999–2001)
- Bad Brains
- Bottomline (2005−2006)
- Michelle Branch (2000–2004)
- Candlebox
- Cleopatra (1998–2001)
- Deftones (1995-2008)
- Dalvin DeGrate
- Erasure
- Goldfinger
- Greyson Chance
- Tyler Hilton (2004–2008)
- Jack’s Mannequin
- Jude (1998–2001)
- Justincase
- Diana King
- Lillix
- Love Spit Love (1996–1997)
- Madonna (1992−2004)
- Me’shell Ndegeocello
- Mirwais Ahmadzaï
- Alanis Morissette (1995−2009)
- Mozella
- Muse
- Neurotic Outsiders
- No Authority
- Paul Oakenfold (2002−2006)
- Onesidezero
- The Prodigy
- The Rentals
- Showoff
- Story of the Year
- Stutterfly
- Tantric
- Team Sleep
- Unloco
- The Wreckers